# Alexandra Rowland
Alexandra Rowland es una escritora de ciencia ficción estadounidense, que acuñó el término Hopepunk en julio de 2017 para referirse a un nuevo subgénero dentro de la literatura fantástica en oposición al existente grimdark.

## Trayectoria
Rowland creció en un velero en Bahamas y posteriormente vivió en Florida. Asistió a la Truman State University en el norte de Misuri, donde estudió literatura, mitología y folclore. Es una de las presentadoras del podcast literario quincenal Be the Serpent, junto a las autoras de literatura fantástica Rowenna Miller y Marshall Ryan Maresca. En 2019, este programa fue premiado como 'Best Fancast' en los premios Hugo.
Publicó su primer libro en 2012, In the End, pero no fue hasta 2017 que publicó su primera novela The Last Queens of Nuryevet, a la que le siguieron A Conspiracy of Truths en 2018 y A Choir of Lies en 2019.

### Hopepunk
En julio de 2017, Rowland publicó en su Tumblr: “Lo opuesto al grimdark es el hopepunk. Pásalo”. Esta afirmación se viralizó lo que hizo que posteriormente escribiera un ensayo titulado One atom of justice, one molecule of mercy and the empire of unsheathed knives (Un átomo de justicia, una molécula de misericordia y el imperio de los cuchillos desenvainados), que se ha convertido en el manifiesto fundacional del movimiento hopepunk y que explica su esencia: 
«El hopepunk dice que la bondad y la dulzura no son un sinónimo de debilidad, y que en este mundo de un cinismo y nihilismo brutal, ser bueno es un acto político. Un acto de rebelión.»
El hopepunk se refiere, por tanto, a un nuevo subgénero dentro de la literatura fantástica que surge en oposición a la narrativa grimdark cuyo planteamiento es el uso de historias con excesiva violencia en escenarios destruidos y donde los personajes actúan movidos por intenciones egoístas. Ante esta visión "oscura" surge el hopepunk como otra forma de contar historias desde una visión más esperanzadora sin caer en la ingenuidad.
En 2019, el diccionario Collins de inglés incluyó la definición de hopepunk entre las nuevas palabras del año, una lista que intenta reflejar los cambios culturales analizando una base de datos de términos tomados de medios de comunicación y redes sociales de todo el mundo. Así, hopepunk es un nombre definido como: «a literary and artistic movement that celebrates the pursuit of positive aims in the face of adversity» (un movimiento literario y artístico que ensalza la búsqueda de objetivos positivos frente a la adversidad).

## Obra
- 2012 – In the End. CreateSpace Independent Publishing Platform. ISBN 978-1477683491.
- 2015 – The Russian Heir. Lulu Press, Inc. ISBN 9781329089761.
- 2017 – The Last Queens of Nuryevet. Saga Press.
- 2018 – A Conspiracy of Truths. Saga Press. ISBN 978-1534412804.
- 2019 – A Choir of Lies. Saga Press. ISBN 978-1534412835.